# Prága 16

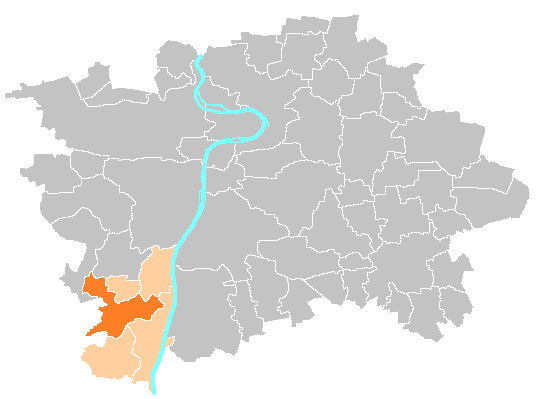
A városrész elhelyezkedése Prágában

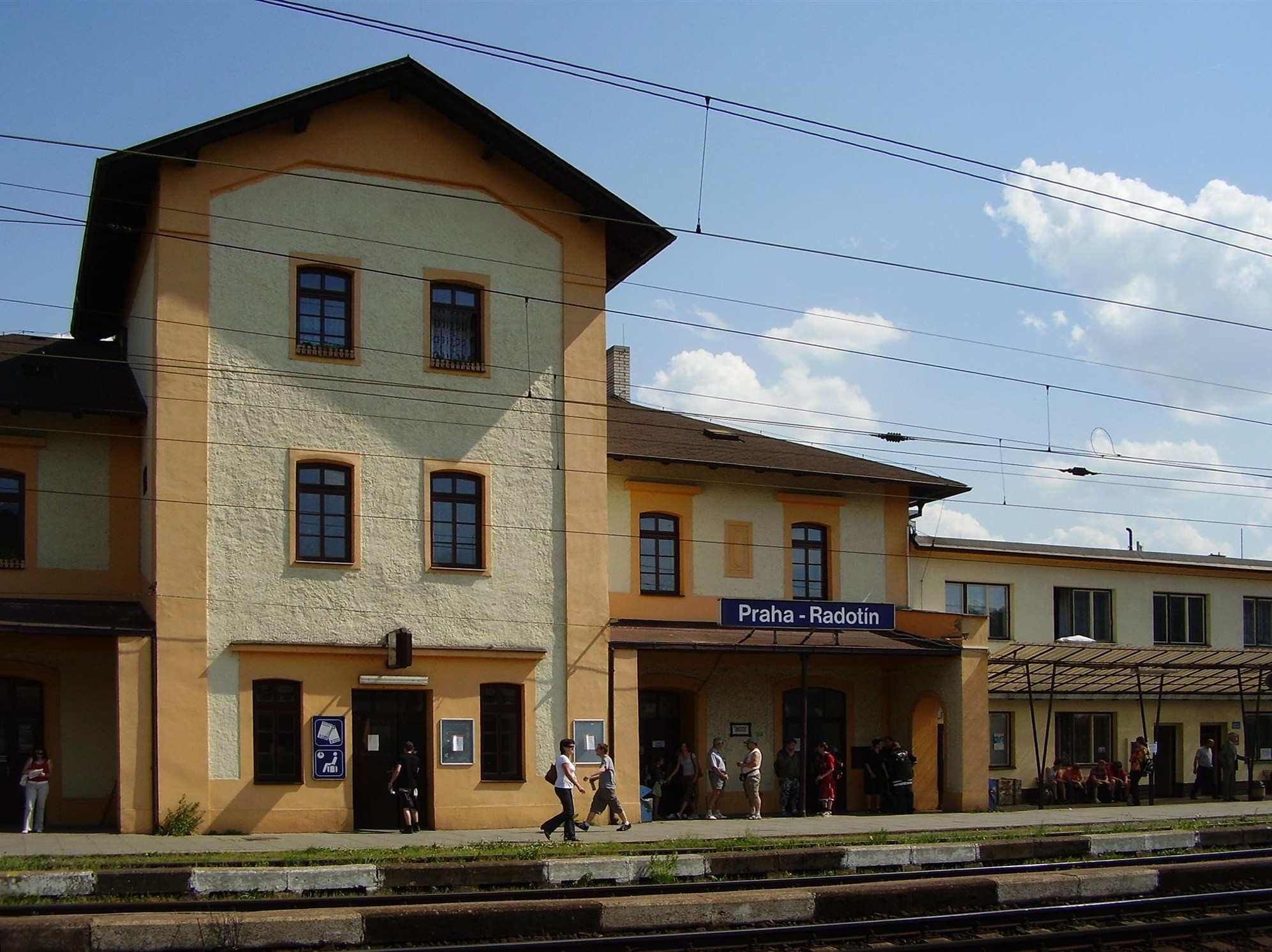
Praha-Radotín

Prága 16 egy önkormányzati kerület (Městská část) Prágában. A mára már megszűnt Radotín település helyén terül el. 2008-ban 8201 lakosa volt.

## Közlekedés
A városrészt a Prága–Beroun-vasútvonal érinti, vasútállomása a Praha-Radotín. Az Esko Prága vonalai közül a 7-es érinti.

## Kapcsolódó szócikkek

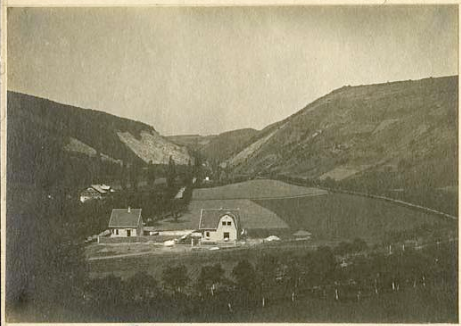
Radotín völgy 1914-ben

## Lakosság
A városrész népességének változása:

| 2020 | 8 817 |
| 2021 | 8 462 |